# Lerbach (Osterode am Harz)
Lerbach is een dorp in de gemeente Osterode am Harz in het Landkreis Göttingen in Nedersaksen in Duitsland. Het dorp is genoemd naar de beek die door Lerbach stroomt. In 1972 werd het bij Osterode gevoegd. Het dorp heeft nog wel een eigen Ortsrat.
De dorpskerk is gebouwd in 1728. In 2011 werd de kerk gerenoveerd.

- Gemeinsame Normdatei: 4035399-0
- Library of Congress Control Number: n85101549
- Nationale Bibliotheek van Israël: 987007559907605171
- Virtual International Authority File: 137945043